# أوتشي
أوتشي هي مدينة في ولاية إدو، نيجيريا.